# Atrium Carceri
Atrium Carceri è un progetto musicale dark ambient di Simon Heath che ha dato vita a sei album distribuiti dall'etichetta Cold Meat Industry.
Simon Heath generalmente usa sintetizzatori ed effetti sonori tipicamente industrial (per questa ragione i suoi lavori vengono anche definiti "ambient industrial"), inoltre è solito campionare dialoghi estratti da anime e film. I suoi lavori vogliono offrire un'atmosfera lugubre, pregna di solitudine, angoscia, decadenza e intrisa di elementi tipici dei film dell'orrore.
In latino Atrium Carceri significa "atrio al carcere", da intendersi probabilmente come "atrio del carcere" (che in latino, però, sarebbe Atrium Carceris).

## Discografia
Album in studio
- 2003 - Cellblock
- 2004 - Seishinbyouin
- 2005 - Kapnobatai
- 2007 - Ptahil
- 2008 - Souyuan
- 2009 - Phrenitis
- 2012 - Reliquiae
- 2013 - The Untold
- 2015 - The Old City - Leviathan
- 2015 - Metropolis
- 2018 - Codex
- 2023 - Forgotten Gods

Box set
- 2016 - Archives 1-2